# Tomás de Sancha
Tomás de Sancha y González de Castro (9 de octubre de 1805-9 de octubre de 1858) fue un abogado y bibliotecario español, miembro de la Real Academia de la Historia.

## Biografía
Nacido en Madrid en 1805, estudió Filosofía en el Colegio de Doña María de Aragón y cursó Leyes en la Universidad de Alcalá, en la cual obtuvo los títulos de bachiller, licenciado y doctor. Abogado ya de los Reales Consejos y del Colegio de Madrid, el 9 de diciembre de 1836 fue nombrado oficial décimo y último de la Biblioteca Nacional, y en los veintidós años transcurridos hasta el de su fallecimiento, ascendió a la plaza de oficial segundo de la clase de primeros, con honores de bibliotecario. También desempeñaba el cargo de bibliotecario en la Real Academia de la Historia. Bibliógrafo y helenista notable, falleció el 9 de octubre de 1858. Habría sido padre de José María de Sancha.